# Adult Top 40
La lista Adult Top 40 (también conocida como Adult Pop Songs[cita requerida]) se publica semanalmente por la revista Billboard y clasifica «las primeras 40 canciones más populares orientadas para adultos sobre la base de su cobertura radiofónica —airplay— medida por la Nielsen Broadcast Data Systems».
Es un formato en el que el género está más orientado hacia una audiencia adulta que no suele visitar programas de estilos musicales como el hard rock, el hip hop o la música contemporánea para adultos. Los principales géneros dentro de este formato son el rock alternativo y la corriente principal del pop más orientado para adultos. No se debe confundir con la música contemporánea para adultos, en donde se reproducen canciones menos conocidas y conducidas al estilo de baladas.

## Historia
La lista fue publicada por primera vez en la edición del Billboard del 16 de marzo de 1996; sin embargo, su introducción fue históricamente en octubre de 1995, cuando comenzó a publicarse como una tabla experimental.
El Adult Top 40 se formó después de que se hubiera escindido de la lista Hot Adult Contemporary debido a la creciente aparición de estaciones de radio con los 40 principales para adultos en la década de 1990. Estas estaciones reproducían a una variedad más amplia de artistas y vieron una rotación más rápida de canciones en comparación con la tradicional radio de música adulta contemporánea. Canciones de rock moderno, dance y artistas de R&B se mezclaban con interpretaciones más estrechamente asociadas a música contemporánea adulta. De acuerdo con Billboard, la división de la lista «refleja mejor la música que se está reproduciendo en las estaciones de radio de música adulta contemporánea y las de los 40 principales para adultos».
La primera canción número uno en el Adult Top 40 proveniente de la lista experimental del 7 de octubre de 1995 fue «Kiss from a Rose», de Seal. El primer número uno de una canción en el Adult Top 40 proveniente de la lista publicada el 16 de marzo de 1996 fue «One Sweet Day», de Mariah Carey y Boyz II Men.